# Canódromo Pabellón del Deporte
El Canódromo Pabellón del Deporte fue un edificio dedicado a las carreras de galgos en Barcelona. Fue construido en 1950 como recinto polideportivo y desde 1953 se reconvirtió en canódromo, adoptando el nombre de Canódromo Pabellón, finalidad que llevó a cabo hasta su cierre en 1999.

## Historia

### El Pabellón del Deporte
El recinto fue inaugurado como pabellón polideportivo descubierto el 12 de julio de 1950, con un combate de boxeo entre el campeón de Europa, Luis Romero Pérez y el campeón de Suiza, Calistro Etter. Poco después se terminó la pista ciclista.
Durante su primera etapa como pabellón polideportivo (1950-53) el espacio acogió todo tipo de eventos deportivos, tales como dos ediciones del Campeonato del Mundo de hockey sobre patines (1951 y 1954), ganados ambos por la selección española, o cuatro pruebas del Campeonato de España de ciclismo en pista entre 1951 y 1953.

### El Canódromo Pabellón
El 6 de enero de 1953 se disputaron por primera vez carreras de galgos en el recinto, actividad que progresivamente fue ganando importancia en detrimento del resto de actividades deportivas que todavía se organizaban en el recinto. Con la construcción del nuevo Palacio de los Deportes de Barcelona en 1955, construido e inaugurado con motivo de los Juegos del Mediterráneo de ese mismo año, el espacio perdió su función polideportiva original y quedó exclusivamente como canódromo, cambiando su nombre original de Pabellón del Deporte por Canódromo Pabellón.
La pista vivió su apogeo durante los años 50 a 70, aprovechando el esplendor que entonces vivía este deporte, y fue el punto habitual de disputa de pruebas en Barcelona conjuntamente con el Canódromo Meridiana. Entre otras, acogió tres ediciones del Campeonato de España de galgos en pista (1953, 1958 y 1998). En los años 90 entró en declive y el 24 de febrero de 1999 se disputaron las últimas pruebas, oficialmente para iniciar obras de reforma, pero no volvió a abrir sus puertas. Un mes después, la ONCE anunció que lo derribaría para construir su CRE (escuela de formación) en la ciudad. Fue derribado en 2001.